# Spółgłoska szczelinowa wargowo-miękkopodniebienna bezdźwięczna
Spółgłoska szczelinowa wargowo-miękkopodniebienna bezdźwięczna – rodzaj dźwięku spółgłoskowego, reprezentowany w transkrypcji fonetycznej IPA symbolem [ʍ], a w transkrypcji X-SAMPA symbolem [W].

## Artykulacja
- powietrze jest wydychane z płuc – jest to spółgłoska płucna egresywna
- podniebienie miękkie i języczek blokują wejście do nosa – jest to spółgłoska ustna.
- tylna część języka zbliża się do podniebienia miękkiego, a wargi są zaokrąglone – jest to labializowana spółgłoska miękkopodniebienna
- powietrze przepływa nad środkową częścią języka – jest to spółgłoska środkowa
- więzadła głosowe nie drgają – jest to spółgłoska bezdźwięczna
- podczas wymowy tworzona jest szczelina, przez którą przepływa powietrze, jest to więc spółgłoska szczelinowa

## Występowanie
Przykłady w wybranych językach:
| Język     | Język     | Słowo | IPA      | Znaczenie | Uwagi |
| --------- | --------- | ----- | -------- | --- | --- |
| angielski | angielski | whine | [ʍaɪ̯n]   | jęczeć | W większości regionalnych odmian języka angielskiego defonologizacja [ʍ] została zakończona i tylko część obszarów wciąż zachowało konserwatywną wymowę w tym część Szkocji, Irlandii oraz południe Stanów Zjednoczonych. W tych rejonach wyrazy wine i whine nie są homofonami. |
| słoweński | vse       | ˈʍsɛ  | wszystko | Alofon /ʋ/ w nagłosie sylaby przez spółgłoskami bezdźwięcznymi. Jest wariantem wymiennym z /u/. Przed samogłoskami dźwięcznymi przechodzi w [w] | |